# ATP Challenger Neapel-2
Das ATP Challenger Neapel (offiziell: Tennislife Cup) war ein Tennisturnier, das von 2007 bis 2011 jährlich in Neapel, Italien stattfand. Es gehörte zur ATP Challenger Tour und wurde im Freien auf Sand gespielt. Juri Schtschukin ist mit je einem Titel in Einzel und Doppel Rekordsieger des Turniers.

## Liste der Sieger

### Einzel
| Jahr                         | Sieger           | Finalgegner              | Ergebnis        |
| ---------------------------- | ---------------- | ------------------------ | --------------- |
| 2011                         | Leonardo Mayer   | Alessandro Giannessi     | 6:3, 6:4        |
| 2010                         | Fabio Fognini    | Boris Pašanski           | 6:4, 4:2 aufgg. |
| 2009                         | Frederico Gil    | Potito Starace           | 2:6, 6:1, 6:4   |
| 2008                         | Tomas Tenconi    | Lamine Ouahab            | 6:76, 6:3, 6:1  |
| 2007                         | Juri Schtschukin | Martín Vassallo Argüello | 7:63, 6:1       |
| 1982–2006: nicht ausgetragen |                  |                          |                 |
| 1981                         | Damir Keretic    | Gustavo Guerrero         | 4:6, 6:2, 6:2   |

### Doppel
| Jahr                         | Sieger                                  | Finalgegner                           | Ergebnis          |
| ---------------------------- | --------------------------------------- | ------------------------------------- | ----------------- |
| 2011                         | Juri Schtschukin Antonio Veić           | Hsieh Cheng-peng Lee Hsin-han         | 6:75, 7:5, [10:8] |
| 2010                         | Daniel Muñoz de la Nava Simone Vagnozzi | Andreas Haider-Maurer Bastian Knittel | 1:6, 7:65, [10:6] |
| 2009                         | Frederico Gil Ivan Dodig                | Thiago Alves Lukáš Rosol              | 6:1, 6:3          |
| 2008                         | Leonardo Azzaro Alessandro Motti        | Ismar Gorčić Antonio Maiorano         | 6:75, 6:3, [10:7] |
| 2007                         | Tomas Behrend Christopher Kas           | Leonardo Azzaro Alessandro Motti      | 7:65, 6:2         |
| 1982–2006: nicht ausgetragen |                                         |                                       |                   |
| 1981                         | Ricardo Acuña Ramiro Benavides          | Alejandro Pierola Ricardo Rivera      | 6:1, 6:1          |